# Xiphiagrion
Xiphiagrion là một chi chuồn chuồn kim trong họ Coenagrionidae.

## Các loài
Xiphiagrion có 2 loài:
- Xiphiagrion cyanomelas Selys, 1876
- Xiphiagrion truncatum Lieftinck, 1949